# Дяк Михайло Дмитрович
Михайло Дмитрович Дяк (23 серпня 1935, с. Кальна, нині Івано-Франківська область — 18 серпня 1976, с. Кальна) — український громадський та політичний діяч, дисидент, націоналіст, в'язень радянських концтаборів.
Член-засновник Українського Національного Фронту.

## Життєпис
Народився 23 серпня 1935 року в с. Кальна (нині Долинський район, Івано-Франківська область, Україна; тоді ЗУНР, окупована Польщею, за їхнім адмінподілом Долинський повіт Станиславівське воєводство).

### Навчання
У 1952 закінчив десятирічну школу в с. Витвиця. У 1953 р. вступив на юридичний факультет Львівського університету.
1954–1957 служба в армії.
1958 р. вступив до Івано-Франківської школи міліції, та через півроку через конфлікт з комендантом покинув школу. Згодом повернувся, середню юридичну освіту завершив 1964 р.
20 вересня 1958 р. одружився з Ганною Гануською. 1959 р. народився син Олесь, нині поет і композитор.

### Політична діяльність
19 грудня 1961 р. міліціонер Михайло Дяк з курсантом школи міліції Миколою Федівим підняли у Витвиці над сільрадою синьо-жовтий прапор, 1963 р. — два прапори в Моршині. Ці події сколихнули Прикарпаття і спонукали вчителя  Дмитра Квецка з с. Слобода-Болехівська розпочати роботу над створенням програми підпільної організації, що дістала назву «Український Національний Фронт». УНФ пропонував для України незалежний самостійний розвиток у вигляді «народного соціалізму», дуже близького до реалій західноєвропейської соціал-демократії. За майже 3 р. існування УНФ його членами стали до 200 осіб в кількох областях України.
Початком активної діяльності УНФ слід вважати осінь 1964 р., коли Дмитро Квецко разом із Зеновієм Красівським розпочали видання підпільного часопису «Воля і Батьківщина». Написанням статей до підпільного часопису займалися виключно Д.Квецко і З.Красівський, при цьому левова частка матеріалів вийшла з-під пера Д.Квецка. Розповсюдженням часопису та інших підпільних видань активно займався Михайло Дяк. Крім того, він продовжував індивідуальні акції щодо поширення національної символіки у різних населених пунктах. Так, вночі на 30 жовтня 1966 р. — до річниці Листопадового зриву — Михайло Дяк вивісив на автобусній зупинці в Гошеві виготовлений ним синьо-жовтий прапор і розповсюдив у селі 15 брошур.
Дяк налагоджує контакти з Українською загальнонаціональною організацією (УЗНО), створеною ще 7 січня 1961 р. в Долинському районі. УЗНО, яка у 1964 р. нараховувала близько 50 членів у кількох областях, прибрала назву «Український Національний Фронт». Ця організація не була викрита КДБ і проіснувала до 1991 року. Її умовно називають УНФ-2.
Михайло Дяк вступив до УНФ у 1965, привівши до нього підпільну групу «Братство тарасівців». Загалом він залучив до УНФ близько 50 чоловік, здебільшого, молодих. Навчав їх підпільної роботи, криміналістики, стрільби зі свого службового пістолета.

### Арешт і покарання
21 березня 1967 капітана міліції Михайла Дяка викликали ніби у справах до обласного управління внутрішніх справ і там затримали. 23 березня під час обшуку вилучили 256 боєпатронів до пістолета «Макарова» та 8 — до пістолета «ТТ», а також цівку ґвинтівки з затворною та магазинною коробками. Тоді ж були заарештовані Д. Квецко, З. Красівський, Я. Лесів, а згодом В. Кулинин. Усім було висунуте звинувачення в зраді батьківщини (ст. 56 ч.1 КК УРСР), на що насправді не було ніяких підстав, та в створенні антирадянської організації (ст. 64), а Дяка також у незаконному зберіганні зброї (ст. 222 ч. 1).
У вироці зазначено, що «Квецко, Красівський і Дяк за вчинені ними дії заслуговують виняткової міри покарання — смертної кари. Однак, враховуючи, що вони визнали вину, розкаялися у скоєних злочинах і засудили свою антирадянську діяльність», суд обмежився максимальним покаранням Квецку — 15 р. ув'язнення та 5 р. заслання, та тривалим — Красівському і Дяку - 12 р. ув'язнення з відбуттям перших 5 р. у тюрмі, а решти 7 — у ВТК суворого режиму з конфіскацією всього належного їм майна, із засланням на 5 років.
Карався М. Дяк у Володимирській в'язниці, з 1972 р. був у таборах Мордовії, згодом у ВС-389/35 на ст. Всехсвятська Пермської обл.

### Воля і смерть
16 квітня 1974 р. М. Дяк подав заяву Президії Верховної Ради УРСР щодо діяльності УНФ і вказав, що до нього було застосовано шантаж, що ст. 56 була застосована безпідставно. Медична комісія у травні 1975 р. визнала Дяка хворим на рак 4-го ступеня і суд звільнив його від подальшого ув'язнення. Повернувся він додому 2 червня 1975. За сприяння Андрія Сахарова 19 липня 1975 р. був обстежений у Московському онкологічному центрі. Наприкінці 1975 р. М. Дяк пройшов тримісячний курс лікування в Івано-Франківській онкологічній лікарні. Лікарі дивувалися силі його духу. А. Сахаров пропонував Михайлу їхати лікуватися до Ізраїлю, але він волів померти на своїй землі: «Мамо, тіштеся, що будете мати мою могилу».
Помер 18 серпня 1976 р. Багатолюдний похорон у його рідному селі відбувся 21 серпня.
2 вересня 2001 р. в Івано-Франківську на фасаді Прикарпатської філії Національної академії МВС України відкрито меморіальну таблицю Михайлові Дяку з його барельєфом.